# NGC 2146
في الفهرس العام الجديد NGC 2146 هي مجرة حلزونية ضلعية في كوكبة الزرافة الشمالية قطرها حوالي 80,000 سنة ضوئية ، NGC 2146 أصغر قليلا من درب التبانة. وتبعد عن النظام الشمسي ما يقرب من 70 مليون سنة ضوئية. تم رصدها بصريا واكتشافها عام 1876 من قبل الفلكي الألماني تيودور فريدريك أوغست باستخدام تلسكوب 16 سم فقط.
الميزة الأكثر وضوحا في المجرة هي الممرات المغبرة للذراع الجلزوني الوقع عبر مركز المجرة كما يشاهد من الأرض، ويبدو الذراع منحني 45 درجة وقد يكون ذلك بسبب تفاعل حدث قبل نحو 0.8 مليار سنة مع مجرة أصغر من المحتمل أن تكون (NGC 2146a) . ولقد أحتضنت هذة المجرة مستعر أعظم SN 2005V من النوع مستعر (b/c) اكتشفة مرصد وليام هرشل في في 30 يناير (2005).

## وصلات خارجية
- على موقع ويكي سكاي: DSS2, SDSS, GALEX, IRAS, Hydrogen α, X-Ray, Astrophoto, Sky Map, Articles and images